# Slag bij Tanagra (426 v.Chr.)
De Slag bij Tanagra was een veldslag in de Peloponnesische Oorlog, in 426 v.Chr. tussen Athene en Tanagra.
In 426 v.Chr. stuurde Athene een vloot van 60 triremen en 2.000 hoplieten onder bevel van Nicias, naar het eiland Melos (Milos). Dit had geweigerd zich aan te sluiten bij de Delische Bond, de Atheners trokken plunderend over het eiland en zeilden verder naar Oropus aan de kust van Boeotië. De hoplieten gingen aan land en marcheerden naar Tanagra, waar ze zich verenigden met het Atheense leger onder Hipponicus. Vandaar versloegen ze in een veldslag, het leger van Thebe en Tanagra. In triomf trokken de Atheners zich weer terug.